# Ruggieriella
Ruggieriella is een geslacht van kreeftachtigen uit de klasse van de Ostracoda (mosselkreeftjes).

## Soorten
- Ruggieriella decemcostata Colalongo & Pasini, 1980 †
- Ruggieriella mcmanusi Yasuhara, Okahashi & Cronin, 2009